# Transvaalbuurt (Vaassen)

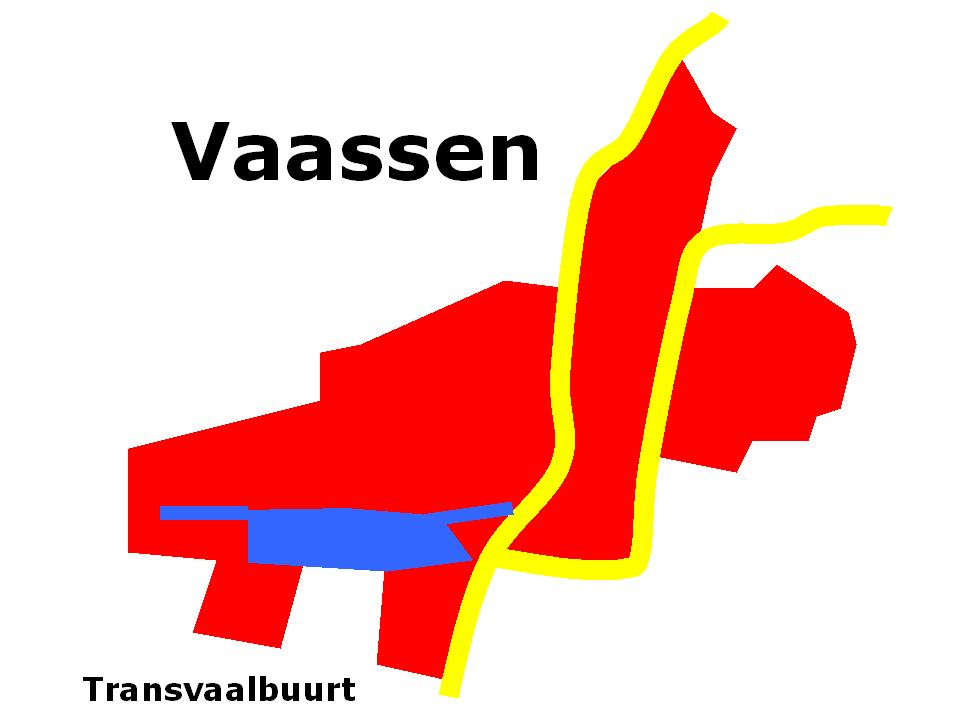
De plaats van de Transvaalbuurt in Vaassen

De Transvaalbuurt van Vaassen ligt ingesloten tussen de Krugerstraat, Tuindorpweg, Woestijnweg en Dennenweg in Vaassen.
De Transvaalbuurt is een naoorlogse buurt. De meeste huizen zijn in de jaren 60 gebouwd. In de wijk staan vooral twee-onder-een-kap huizen, rijtjeswoningen en flats.
Ook staan er op verschillende plaatsen in de wijk een aantal (vooral oudere) vrijstaande huizen.
De wijk kent een aantal voorzieningen in de nabijheid. Zo zijn er 3 basisscholen (een protestants christelijke (CBS 't Mozaïek), een rooms-katholieke (de Krugerstee) en een openbare (de Rotonde)) bij de wijk gevestigd.

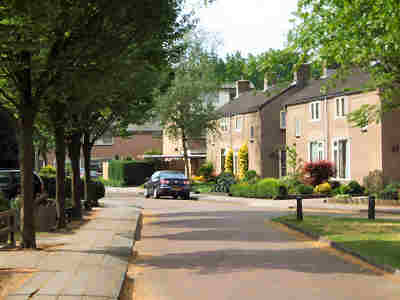
Smutsstraat in Vaassen

## Straatnamen
De Transvaalbuurt kent de volgende straatnamen:
- Bothastraat (naar Louis Botha)
- Krugerstraat (naar Paul Kruger)
- Maritzstraat (naar Gert Maritz)
- Potgieterstraat (naar Andries Potgieter)
- Retiefstraat (naar Piet Retief)
- Van Riebeeckstraat (naar Jan van Riebeeck)
- Smutsstraat (naar Jan Smuts)
- Steinstraat (naar Marthinus Theunis Steyn)
- De Wetstraat (naar Christiaan de Wet)